# 鈴木孝幸
鈴木 孝幸（すずき たかゆき、1987年1月23日 - ）は、静岡県浜松市北区（現・中央区）出身のパラ競泳選手、会社員。聖隷クリストファー高等学校から早稲田大学教育学部に進学し、卒業後、株式会社ゴールドウインのスピード事業部に勤務。
2008年北京パラリンピック、2021年開催の東京パラリンピック及び2024年パリパラリンピック 競泳 金メダリスト。

## 概要
先天性四肢欠損症。右腕の肘から先がなく、左手は指が二本と短い指が1本あり、右足は根本付近からなく、左足は膝下からない。6歳から水泳を始めた。
2004年にはアテネパラリンピックに17歳で出場、個人では100m自由形・150m個人メドレーに出場した。メダル獲得はならなかったものの、団体で江島大佑・前田大介・花田裕治と共に4×50mメートルメドレーリレーで2位で銀メダルを獲得した。
2008年の北京パラリンピックでは日本の競泳チームの主将を務め、150m個人メドレー・50m平泳ぎ・50m自由形・100m自由形・200m自由形に出場し50m平泳ぎで金メダル、150m個人メドレーで銅メダルを獲得した。平泳ぎの予選では48秒49の世界記録を打ち立てている。
2012年のロンドンパラリンピックでも2大会連続で日本競泳チームの主将となり、150m個人メドレー・50m平泳ぎ・50mバタフライ・50m自由形・100m自由形に出場して50m平泳ぎと150m個人メドレーで計2つの銅メダルを獲得した。
2016年のリオデジャネイロパラリンピックには出場したもののメダルなしに終わる。
2020年東京オリンピック構想にも協力し、2013年1月には同招致委員会に同行するパラリンピアンとして国際オリンピック委員会（IOC）と国際パラリンピック委員会（IPC）に立候補ファイルを提出し、大会招致の成功に貢献した。
2021年の東京パラリンピックでも日本競泳チームの主将を務めた、100m自由形で金、50m自由形と200m自由形で銀、50m平泳ぎと150m個人メドレーで銅と、出場した5種目すべてでメダルを獲得した。金メダルを獲得するのは北京大会以来13年ぶりである。
2021年9月4日、日本人としては初めてとなるIPC選手委員に選出された。同年、紫綬褒章受章。
東京パラリンピック 競泳 男子100m自由形S4において金メダルを獲得した功績をたたえ、2021年12月16日、浜松市北区の聖隷三方原病院前に記念のゴールドポスト（第33号）が設置された（ゴールドポストプロジェクト）。
2024年パリパラリンピックでは、50m平泳ぎで金、100m自由形と50m自由形で銀、200m自由形で銅メダルを獲得した。同年、紫綬褒章飾版受章。

## 人物
櫻坂46のファンで、箱推しとしながらも推しメンは森田ひかるであることをベストアーティスト2021（日本テレビ）出演時に語っている。